# Angela Little
Angela Michelle Little (Albertville, Alabama, 22 de julio de 1972) es una modelo estadounidense que fue elegida playmate de enero de 1999 de la revista playboy. Además de su aparición en la revista también participó en varios videos playboy y ediciones especiales de la revista, trabajando de forma regular para Playboy durante cinco años.
Está casada con el actor y músico Andy Mackenzie desde el 20 de agosto de 2005. Little dio a luz a su única hija el 29 de octubre de 2005.